# Iglesia de San Miguel Arcángel (Soneja)
La iglesia parroquial del municipio de Soneja (Provincia de Castellón, España), consagrada a San Miguel Arcángel, data de mediados del siglo XVIII y está situada en una pequeña colina, junto a la antigua casa-palacio de los duques de Montellano.
Esta iglesia se empezó a construir en 1751 bajo la protección del obispo Cepeda, y fue terminada en 1766 siguiendo los planos de Antonio Gilabert y Felipe Rubio. Se cree que en sus fundamentos resida una mezquita árabe; sin embargo, no se ha hallado evidencia al respecto en las catas arqueológicas efectuadas. 
Se trata de un templo de estilo corintio, con un coro alto y la capilla de la comunión independiente. De tres naves, con crucero y cúpula, posee decoración de yeserías de estilo rococó. A la derecha del crucero encontramos una Virgen de los Dolores (del artista Esteve Bonet) y dos imágenes talladas, representando a Santa Rosa y a la Virgen del Rosario. 
Posee una capilla del Cristo, que responde a una arquitectura académica valenciana del siglo XVIII.
Su campanario es de base cuadrada y escasa altura, con remate en forma de templete con linterna. Alberga un valioso conjunto de campanas, en el que destaca la “campana de los Cuartos”. La antigüedad de esta campana se remonta aproximadamente a 1250, lo que la convierte en la más antigua de la diócesis de Segorbe-Castellón, una de las tres con mayor antigüedad de la Comunidad Valenciana, y una también de entre las cinco más antiguas de España. Junto a esta, cabe destacar, entre las campanas de volteo, la campana gótica de alrededor de 1550, llamada “María”. Las otras campanas volteadoras son la “Salvadora” (que data de 1794), la “Josefa” y la “Miguela” (ambas fundidas en 1795). El conjunto se completa con la campana de las Horas (de 1847, que es una campana de tipo “cascarón” que muestra la epigrafía “Ntra. Sra. del Pilar”) y el cimbanillo (datado de 1794).